# الإعلان الدستوري المكمل (يونيو 2012)
في يوم الأحد 17 يونيو 2012 وعقب انتهاء التصويت في الجولة الثانية للانتخابات الرئاسية أصدر المجلس الأعلى للقوات المسلحة إعلانا دستوريا مكملا. قوبل هذا الإعلان برفض شعبي واسع، حيث اعتبره معارضوه إعلانا مكبلا للرئيس المنتخب القادم. وتضمن ذلك الإعلان موضوعات حساسة مثل:
- تحصين أعضاء المجلس العسكري من العزل لحين إقرار الدستور الجديد.
- مباشرة المجلس العسكري صلاحية التشريع وإقرار الموازنة لحين انتخاب مجلس الشعب الجديد.[2]
- يعطي الحق للمجلس العسكري -في حال تعذر عمل الجمعية التاسيسية للدستور- بالقيام بتشكيل جمعية تأسيسية جديدة.
- يعطي الحق للمجلس العسكري بالاعتراض على نص أو أكثر من النصوص المقترحة للدستور.

## أجواء صدوره
صدر هذا الإعلان الدستوري المكمل في أجواء ترقب لنتيجة الانتخابات الرئاسية الأولى بعد ثورة 25 يناير.

## ردود الفعل
تجمع معارضو القرار في ميدان التحرير، وتمت الدعوة لمظاهرات تحت اسم «مليونية إسقاط الإعلان الدستوري المكمل». وتطورت التظاهرات إلى اعتصام بميدان التحرير، وفي عدة محافظات خرجت مظاهرات معارضة. في حين تجمع مؤيدوا الإعلان أمام النصب التذكاري للجندي المجهول.
وأعلن الدكتور محمد مرسي -مرشح حزب الحرية والعدالة للرئاسة آنذاك- رفضه لذلك الإعلان، وأشار إلى أنه لم يتم استفتاء الشعب على تلك التعديلات.
كما توالت ردود الفعل الرافضة لذلك الإعلان حيث أعلن محمد البرادعي رفضه، وكتب على موقع التواصل الاجتماعي:«"المجلس العسكري يحتفظ بسلطة التشريع، وينزع من الرئيس صلاحياته كقائد أعلى للقوات المسلحة، ويبقى الحاكم الحقيقى للبلاد"»، وهو ما اعتبره استمرارا لـ "عسكرة الدولة ونكسة للثورة." كما عارضه المرشح الرئاسي السابق عبد المنعم أبو الفتوح، الذي خرج من الجولة الأولى للانتخابات، قائلا:«إن الإعلان "غير الدستوري" يشكل انقلابا عسكريا ينبغى على الجميع مواجهته»."

## النص
وفيما يلى نص الإعلان:
- المادة الأولى:

يضاف إلى الإعلان الدستوري الصادر في 30 يناير 2011 فقرة ثالثة للمادة 30 والمواد 53 مكرر و53 مكرر 1 و53 مكرر 2 و56 مكرر و60 مكرر و60 مكرر 1 على النحو التالي:
- - المادة 30 فقرة3: إذا كان مجلس الشعب منحلا أدى الرئيس اليمين أمام الجمعية العامة للمحكمة الدستورية العليا.
  - المادة 53 مكرر: يختص المجلس الأعلى للقوات المسلحة -بالتشكيل القائم وقت العمل بهذا الإعلان الدستوري- بتقرير كل ما يتعلق بشؤون القوات المسلحة وتعيين قادتها ومد خدمتهم، ويكون لرئيسه -حتى إقرار الدستور الجديد- جميع السلطات المقررة في القوانين واللوائح للقائد العام للقوات المسلحة وزير الدفاع.
  - المادة 53 مكرر1: يعلن رئيس الجمهورية الحرب بعد موافقة المجلس الأعلى للقوات المسلحة.
  - المادة 53 مكرر2: يجوز لرئيس الجمهورية -في حالة حدوث اضطرابات داخل البلاد تستوجب تدخل القوات المسلحة، وبعد موافقة المجلس الأعلى للقوات المسلحة- إصدار قرار باشتراك القوات المسلحة في مهام حفظ الأمن وحماية المنشآت الحيوية بالدولة، ويبين القانون سلطات القوات المسلحة ومهامها، وحالات استخدام القوة والقبض والاحتجاز والاختصاص القضائي، وحالات انتفاء المسؤولية.
  - المادة 56 مكرر: يباشر المجلس الأعلى للقوات المسلحة الاختصاصات المنصوص عليها في البند 1 من المادة 56 من الإعلان الدستوري الصادر في 30 مارس 2011 لحين انتخاب مجلس شعب جديد ومباشرته للاختصاصات.
  - المادة 60 مكرر: إذا قام مانع يحول دون استكمال الجمعية التأسيسية لعملها، شكل المجلس الأعلى للقوات المسلحة خلال أسبوع جمعية تأسيسية جديدة تمثل أطياف المجتمع، لإعداد مشروع الدستور الجديد خلال ثلاثة أشهر من تاريخ تشكيلها، ويعرض مشروع الدستور على الشعب لاستفتائه في شأنه خلال 15 يوما من تاريخ الانتهاء من إعداده، وتبدأ إجراءات الانتخابات التشريعية خلال شهر من تاريخ إعلان موافقة الشعب على الدستور الجديد.
  - المادة 60 مكرر1: إذا رأى رئيس الجمهورية أو رئيس المجلس الأعلى للقوات المسلحة أو رئيس مجلس الوزراء أو المجلس الأعلى للهيئات القضائية أو خمس عدد أعضاء الجمعية التأسيسية، أن مشروع الدستور يتضمن نصا أو أكثر يتعارض مع أهداف الثورة ومبادئها الأساسية التي تتحقق بها المصالح العليا للبلاد، أو مع ما تواتر من مبادئ في الدساتير المصرية السابقة، فلأي منهم أن يطلب من الجمعية التأسيسية إعادة النظر في هذه النصوص خلال مدة أقصاها 15 يوما، فإذا أصرت الجمعية علي رأيها، كان لأي منهم عرض الأمر على المحكمة الدستورية العليا، وتصدر المحكمة قرارها خلال سبعة أيام من تاريخ عرض الأمر عليها، ويكون القرار الصادر من المحكمة الدستورية العليا ملزما للكافة، وينشر القرار بغير مصروفات في الجريدة الرسمية خلال ثلاثة أيام من تاريخ صدوره، وفي جميع الأحوال يوقف الميعاد المحدد لعرض مشروع الدستور على مجلس الشعب لاستفتائه في شأنه، والمنصوص عليه في المادة 60 من هذا الإعلان الدستوري حتى الانتهاء من إعداد مشروع الدستور في صياغته النهائية وفقا لأحكام هذه المادة.
- المادة الثانية:

يستبدل بنص المادة 38 من الإعلان الدستوري الصادر في 30 مارس 2011 النص الآتي: "ينظم القانون حق الترشيح لمجلسيْ الشعب والشورى وفقا لأي نظام انتخابي يحدده".
- المادة الثالثة: